# Distretto di Khash Rod
Il distretto di Khash Rod è un distretto della provincia di Nimruz, nell'Afghanistan sudorientale.